# Neptis ithra
Neptis ithra är en fjärilsart som beskrevs av Jacob Hübner 1816/41. Neptis ithra ingår i släktet Neptis och familjen praktfjärilar. Inga underarter finns listade i Catalogue of Life.